# Искандаров, Баходур Искандарович
Баходур Искандарович Искандаров (тадж. Искандаров Баҳодур Искандарович); Академик Академии Наук Республики Таджикистан, доктор исторических наук, профессор. Заслуженный работник науки и культуры Республики Таджикистан. Лауреат Государственной премии имени Авиценны. Видный исследователь Восточной Бухары, Памира, Гиндукуша и сопредельных стран.

## Биография
Родился 12 апреля 1912 году в селе Сохчарв Шугнанского района, родители происходили из знатного рода Шугнанского княжества, в раннем детстве лишился родителей и остался с братом Джонбобо на попечительство тети в Поршневе. Начал учиться в местной школе сельсовета Поршнев у известного ученного и богослова Саидкуддус Мансура. После продолжил учёбу в Хорогском интернате и в 14 лет уехал на учёбу в Ташкент, где учился на курсах по подготовке преподавателей. В 16 лет был отправлен на работу инструктором районо Балджуванского района Кулябского округа. (подробности в книге Б. И. Искандаров. Трудный Путь к Знанию. Изд. Московского Университета.1999.159стр.) В 1933 году уехал в Ленинград для учёбы в ЛИФЛИ. Участник Великой Отечественной войны. Окончил краткосрочные курсы политруков, г. Москва (1941 г.). В 1941-42 -политрук батальона 20-й кав. дивизии — участник боев под Москвой. В 1942—1944 — комиссар батальона, заместитель комиссара 1288 стрелкового полка 113-й стр. див. 33-й армии Капитан.

## Академическая деятельность
Окончил Ленинградский институт истории, философии, литературы и лингвистики (1936). Д.и.н. (1959), проф. (1966). Академик (1973, спец.-«история СССР», чл.-корр.,1966). Основные направления научной деятельности: история, востоковедение, история Восточной Бухары и Памира и сопредельных стран XIX-начала XX вв. Директор Института истории АН Тадж. ССР (1962—1988). Почётный директор Института истории, археологии и этнографии им. А.Дониша АН РТ (1994—2004).

## Награды
Награждён орденами Красной Звезды, Отечественной войны 1-й степени, Трудового Красного Знамени, медалями «За победу над Германией в Великой Отечественной войне 1941—1945 гг.», «За доблестный труд. В ознаменование 100-летия со дня рождения В. И. Ленина», Почётной грамотой Президиума Верховного Совета Тадж. ССР. Заслуженный деятель науки Тадж. ССР (1967). Лауреат Гос. премии им. Абуали ибн Сино (1974).
В 2012 году по решению Правительство Республики Таджикистан, Институту гуманитарных наук Академии наук Таджикистана было присвоено имя академика Баходура Искандаровича Искандарова.

## Научные труды

### Научные труды на русском языке
- Искандаров, Б. И. Из истории проникновения, капиталистических отношений в экономику дореволюционного Таджикистана (Вторая пол. 19-го века). — Душанбе: Дониш, 1976. — 143 с.
- Искандаров, Б. Развитие исторических наук в Таджикистане. — Душанбе: Дониш, 1977. — 80 с.
- Искандаров, Б., Масов, Р. М. Россия и Таджикистан. — Душанбе: Ирфон, 1984. — 80 с.
- Искандаров, Б. История Памира. — Хорог: Мерос, 1995. — 188 с.
- Искандаров, Б. Восточная Бухара и Помир во второй половине XIX в. — Душанбе: Андалеб, 2015. — 664 с.
- Искандаров, Б. И. Трудный Путь к Знанию. Изд. Московского Университета.1999.159 стр.
- Искандаров, Б. И.. БОРЬБА ЗА УСТАНОВЛЕНИЕ СОВЕТСКОЙ ВЛАСТИ В ТАДЖИКИСТАНЕ (1920—1922)
- Искандаров, Б. И. Средная Азия и Индия

### Научные труды на таджикском языке
- Ҷамолов, С. Ҳиссаи сазовор дар илми таърихшиносии тоҷик: Танқид ва китобиёт дар бораи китоби Б. Искандаров «Бухорои Шарқӣ ва Помир дар давраи ба Руссия ҳамроҳкунии Осиёи миёна» // Маориф ва маданият. — 1964. — 24 январ.
- Алиҷонов, И, Баҳодур Искандарович Искандаров // Тақвими ҷашн ва санаҳои РСС Тоҷикистон барои соли 1972. — Душанбе, 1972. — С. 21-23.
- Саъдуллоев, А., Мухторов, С. Дар роҳи мурод: Бахшида ба 70 солагии зодрўзи таърихшинос, академики АФ РСС Тоҷикистон Б. Искандаров // Тоҷикистони советӣ. — 1982. — 15 май.
- Боқиев, О. Умри пурсамар: Ба муносибати 70 солагии зодрўзи олими таърихшинос, академик, Б. Искандаров // Бадахшони советӣ. — 1982. — 8 июл.
- Саъдуллоев, А., Мухторов, С. Дар роҳи мурод: Бахшида ба 70 солагии зодрўзи таърихшинос, академики АФ РСС Тоҷикистон Б. Искандаров // Тоҷикистони советӣ. — 1982. — 15 май.
- Моргунов, А. Маънии ҳаёти кас: Директори Институти таърихи ба номи А.Дониш, академики АФ РСС Тоҷикистон Б. И. Искандаров // Комсомоли Тоҷикистон. — 1984. — 25 ноябр.
- Мирзошоев, М. Қуллаҳо: Очерк аз ҳаёт ва фаъолияти академик, доктори Институти таърихи ба номи А. Дониши АФ Тоҷикистон Б. Искандаров. // Бадахшони Советӣ. −1985. — 6 март.
- Боқиев, О. Равшангари таърихи тоинқилобии Осиёи марказӣ: Ба ифтихори 85 солагии академик Б. И. Искандаров // Омўзгор. −1997. — 16 май.
- Абдулҳаев, Р., Дустов, Ҳ. Соҳиби зеҳну зако: Аз рузгори олим, донишманди улуми таърих, академик Баҳодур Искандаров // Садои мардум. — 2002. — 6 сентябр.
- Ватаншоев, М. Роҳнамое ба роҳи душвор: Дар бораи китоби таърихшинос Баҳодур Искандаров «Роҳи душвор ба сўи дониш» // Садои мардум. — 2002. — 19 январ.
- Наботова Баргигул Академик Баҳодур Искандаров — фотеҳи ҷанг ва олими муваффақ: маълумот дар сомонаи китобхонаи миллии Тоҷикистон[2]
- Искандаров, Б. Забони модарӣ. — Сталинобод: НДТ, 1933 . — 121 с.
- Искандаров, Б. В. И. Ленин ва инкишофи таърих дар Тоҷикистон. — Душанбе: Дониш, 1971. — 32 с.
- Искандаров, Б. Муаррихи совети тоҷик // ЭСТ. — ҷ. 3. — Душанбе, 1981. — С. 19-20.
- Искандаров, Б. Тоҷикистон дар оилаи бародаронаи халқҳои СССР. — Душанбе: Дониш, 1987. — 24 с.
- Искандаров, Б. Ифтихори модар: Аз хизмати ҳамдиёрамон Ҳ.С. Маҳмадалиев // Ҷавонони Тоҷикистон. — 1990. — 2 феврал.
- Искандаров, Б. Умри кутоҳи бобаракат: Нақл дар бораи яке аз аввалин барпокунандагони Ҳокимияти Шўравӣ дар ҷануби Тоҷикистон Абдулло Убайдуллоев // Тоҷикистони советӣ. — 1990. −2 феврал.